# Dar Khemakhem

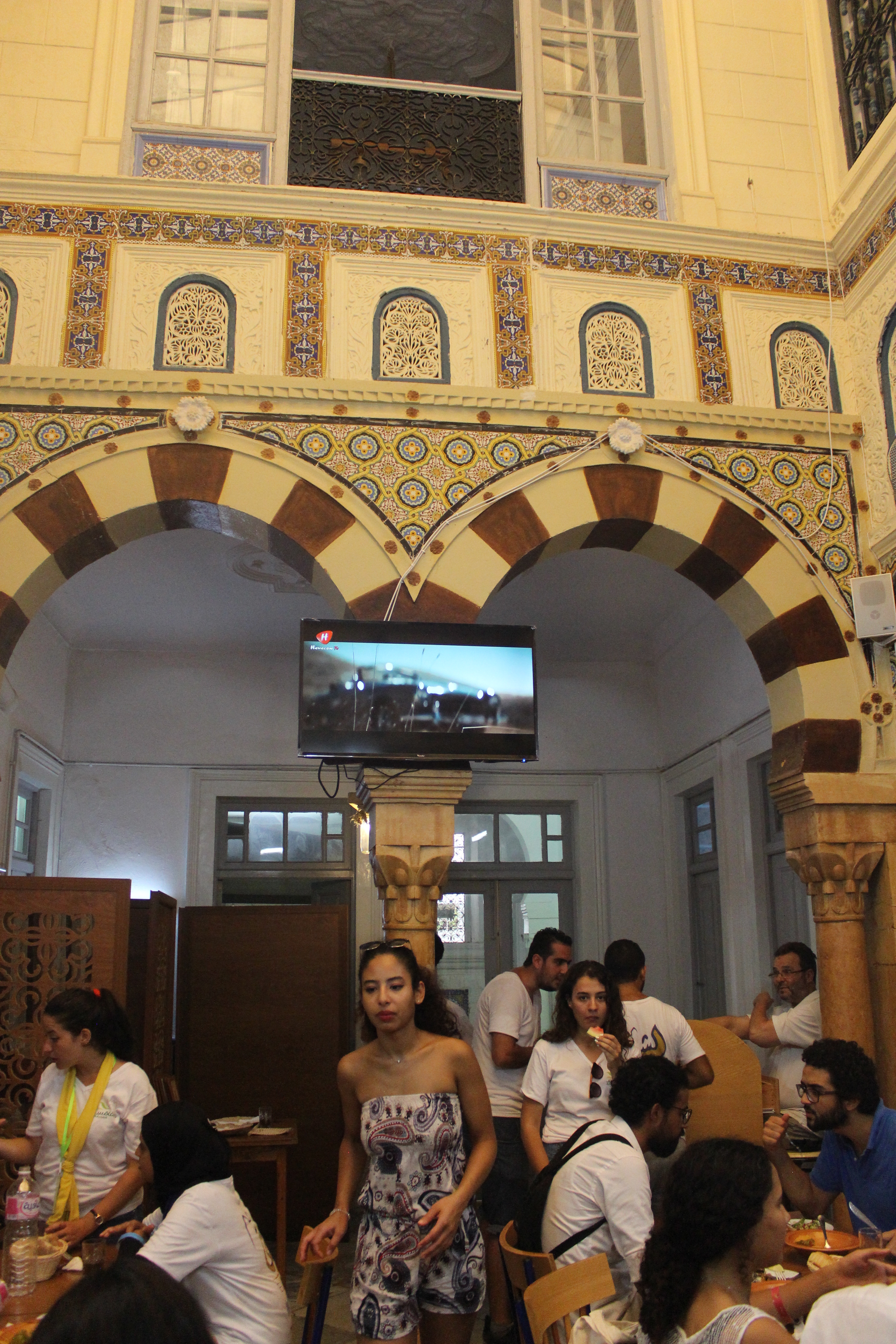
Patio du Dar Khemakhem

Le Dar Khemakhem (arabe : دار خماخم) est l'une des anciennes demeures de la médina de Sfax.

## Localisation
La maison se trouve dans la partie nord-ouest de la médina, sur la rue du cheikh Tijani, connue aussi sous le nom de Zuqaq Al Dhhab (زقاق الذهب, littéralement « allée d'or »). Cette rue est considérée comme l'une des plus prestigieuses de toute la médina au XIXe siècle. Elle est proche du Dar Kammoun et du Dar Laadhar.

## Histoire
Le Dar Khemakhem date du XIXe siècle et appartient à la famille Khemakhem.
Après la révolution tunisienne, et dans le cadre de la désignation de Sfax comme capitale arabe de la culture en 2016, les autorités locales la transforment en un centre culturel ouverte aux associations n'ayant pas de bureaux pour y mener leurs activités.

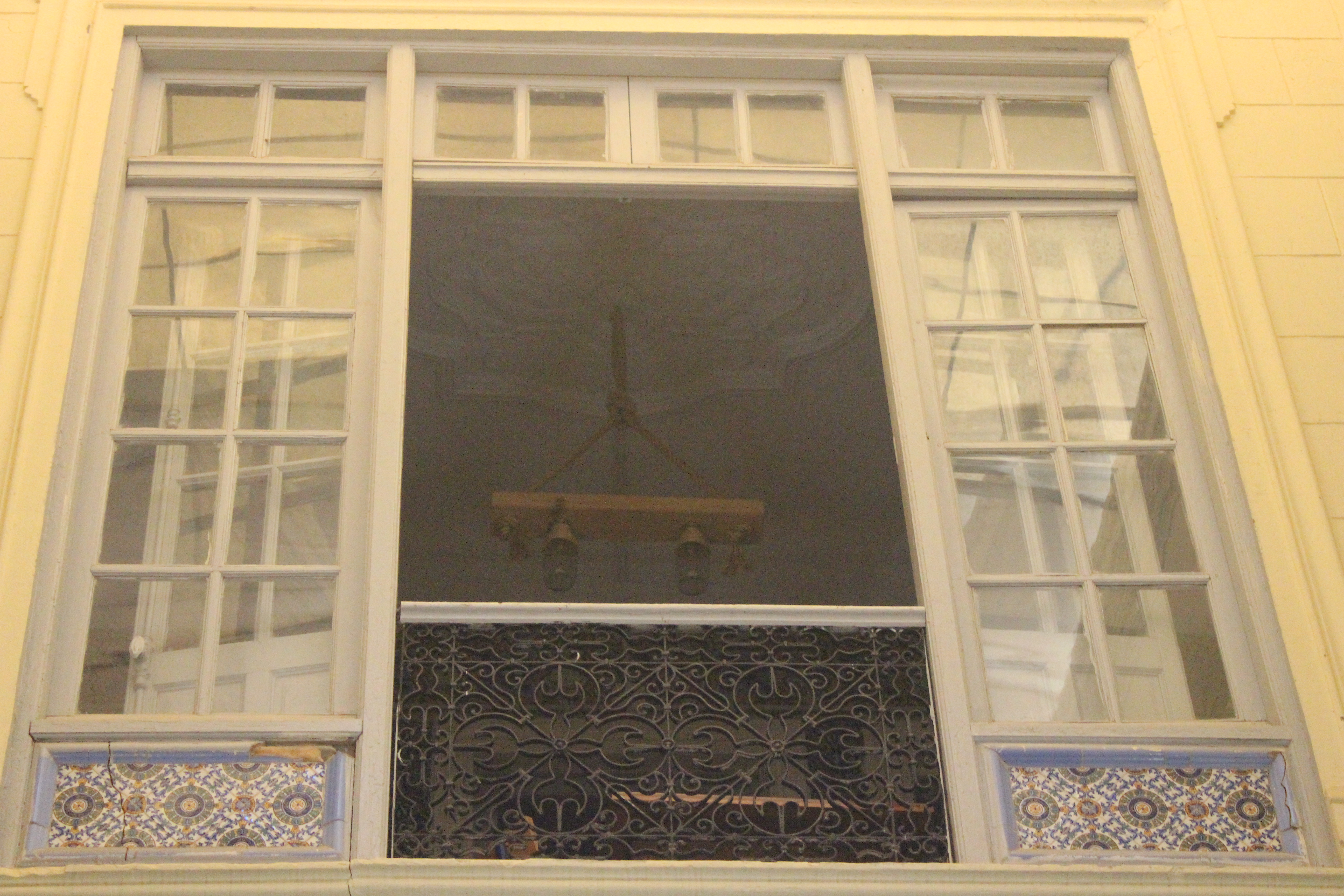
Balcon ouvrant sur le patio
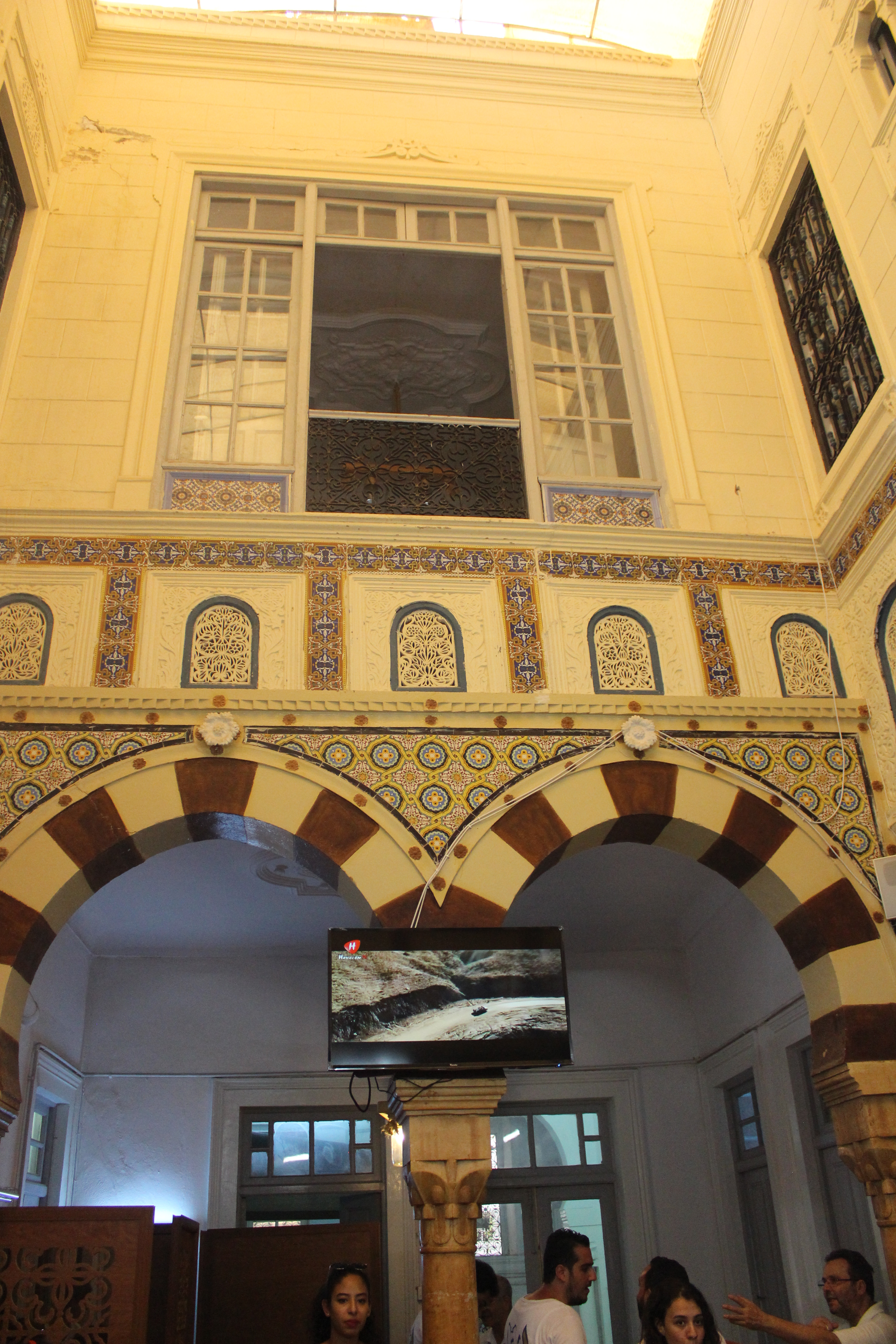
Façade centrale
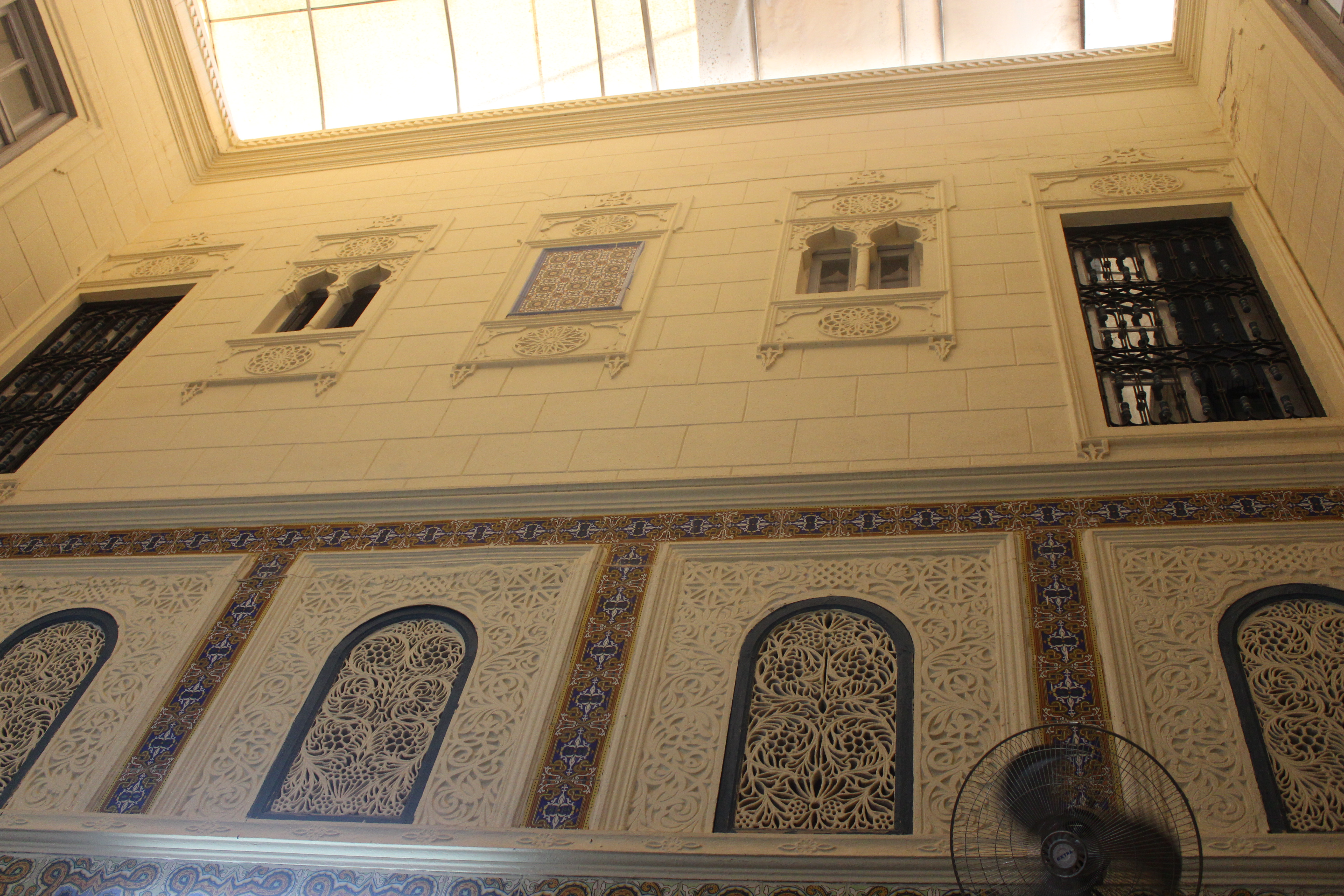
Façade latérale
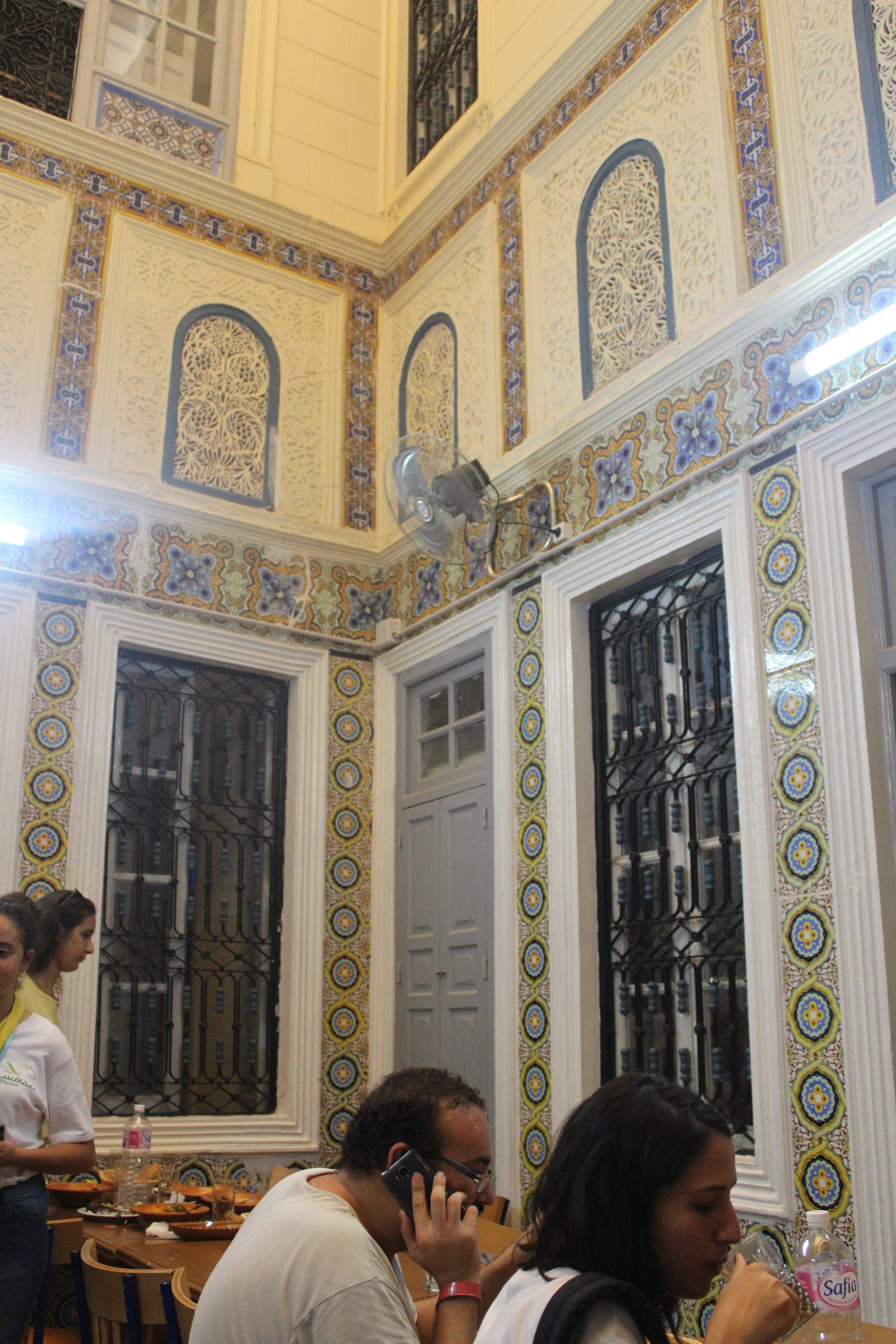
Décoration des fenêtres